# ケイメル・デ・バスコンセロス
ケイメル・アルレイ・デ・バスコンセロス・アドリアン（Keyner Arley De Vasconcelos Adrián, 2000年2月24日 - ）は、ベネズエラ・ミランダ州カラカス出身のサッカー選手。1.SCズノイモ所属。ポジションはMF。

## クラブ経歴
2017年にアトレティコ・ベネズエラのトップチームに昇格。7月18日のデポルティーボ・ラ・グアイラ戦でプロデビュー。同年シーズンは5試合に出場。翌2018年シーズンより先発に定着し、2019年シーズンはリーグ戦32試合に出場するなど、チームの主力選手に成長した。

## 代表歴
2017年にチリで開催された南米U-17選手権に、U-17ベネズエラ代表で出場した。